# Elspeth Ferguson
Elspeth Ferguson   (York, 1940) és una nedadora anglesa ja retirada, especialista en estil lliure, que va competir durant les dècades de 1950 i 1960.
En el seu palmarès destaca una medalla de plata en els 4x100 metres lliures del Campionat d'Europa de natació de 1958. Formà equip amb Judy Grinham, Judith Samuel i Diana Wilkinson. Aquell mateix any fou quarta en les 440 iardes lliures dels Jocs de l'Imperi Britànic i de la Comunitat de Cardiff. A nivell nacional destaquen els campionats nacionals de l'ASA de 1958 de les 220 iardes lliures i de 1957 i 1958 de les 440 iardes lliures.